# كونت كاسيوس
الكونت كاسيوس، أو قسي قومس (بالإسبانية: Conde Casio)‏، وهو رجل نبيل قوطي أو هسباني، ترجع إليه سلالة بنو قسي. كان حاكمًا للثغر الأعلى في عهد القوط، وبعد الفتح الإسلامي للأندلس رحل إلى دمشق وأسلم على يدي الخليفة الوليد بن عبد الملك، وأصبح من موالي بني أمية، وأصبح عائلته يطلق عليها بنو قسي.
ولذلك كان بنو قسى، في أول أمرهم، إذا وقعت العصبيّة بن المضريّة واليمانيّة، يكونون في جملة المضرية. فولد قسىّ؛ فرتون، وأبو ثور، وأبو سلامة، ويونس، ويحيى.